# Isosaari (ö i Finland, Egentliga Tavastland, Riihimäki, lat 60,66, long 24,64)
Isosaari är en ö i Finland. Den ligger i sjön Hirvijärvi och i kommunen Riihimäki i den ekonomiska regionen  Riihimäki ekonomiska region  och landskapet Egentliga Tavastland, i den södra delen av landet, 60 km norr om huvudstaden Helsingfors. Öns area är 4 hektar och dess största längd är 340 meter i nord-sydlig riktning.